# NOvA (эксперимент)
NOvA — эксперимент по изучению осцилляций нейтрино. Начал работу в 2014 году.

## Цель эксперимента
Как теперь известно, нейтрино с определённым лептонным числом ({\displaystyle \nu _{e}}, {\displaystyle \nu _{\mu }}, и {\displaystyle \nu _{\tau }}) не совпадают с состояниями с определённой массой ({\displaystyle \nu _{1}}, {\displaystyle \nu _{2}} и {\displaystyle \nu _{3}}), а являются их суперпозицией:
{\displaystyle {\begin{pmatrix}\nu _{e}\\\nu _{\mu }\\\nu _{\tau }\end{pmatrix}}=U{\begin{pmatrix}\nu _{1}\\\nu _{2}\\\nu _{3}\end{pmatrix}}}
где {\displaystyle U} — унитарная матрица 3 х 3.
Если массы состояний {\displaystyle \nu _{1}}, {\displaystyle \nu _{2}} и {\displaystyle \nu _{3}} различны ({\displaystyle m_{1}\neq m_{2}\neq m_{3}}), то нейтрино {\displaystyle \nu _{e}}, {\displaystyle \nu _{\mu }}, и {\displaystyle \nu _{\tau }}, которые рождаются, например, в ядерных реакциях, не являются стационарными состояниями, а, будучи предоставлены сами себе, с течением времени превращаются друг в друга и обратно. Это явление, с математической точки зрения, аналогично биениям в системе связанных маятников и известно как осцилляции нейтрино.
Матрица преобразования {\displaystyle U} зависит, в общем случае, от четырёх параметров: трех углов Эйлера {\displaystyle \theta _{ij}} и фазы {\displaystyle \delta }:
{\displaystyle U={\begin{pmatrix}1&0&0\\0&\cos \theta _{23}&\sin \theta _{23}\\0&-\sin \theta _{23}&\cos \theta _{23}\end{pmatrix}}{\begin{pmatrix}\cos \theta _{13}&0&e^{-i\delta }\sin \theta _{13}\\0&1&0\\-e^{i\delta }\sin \theta _{13}&0&\cos \theta _{13}\\\end{pmatrix}}{\begin{pmatrix}\cos \theta _{12}&\sin \theta _{12}&0\\-\sin \theta _{12}&\cos \theta _{12}&0\\0&0&1\end{pmatrix}}}
Неравенство фазы {\displaystyle \delta } нулю или {\displaystyle \pi } означает нарушение CP-инвариантности. Аналогичный параметр в матрице смешивания кварков отвечает за нарушение CP-чётности в распадах K-мезонов.
Величины {\displaystyle \Delta m_{12}^{2}=m_{1}^{2}-m_{2}^{2}} и {\displaystyle \theta _{12}} измерены в экспериментах с электронными нейтрино: солнечными и реакторными.
Целью эксперимента NOvA является измерение величин {\displaystyle \delta }, {\displaystyle \theta _{23}} и {\displaystyle \Delta m_{23}^{2}=m_{3}^{2}-m_{2}^{2}}.
Для этого наблюдаются «исчезновения» мюонного нейтрино ({\displaystyle \nu _{\mu }\to \nu _{\mu }}) и превращения его в электронное ({\displaystyle \nu _{\mu }\to \nu _{e}}), и аналогичные процессы с участием антинейтрино — {\displaystyle {\tilde {\nu }}_{\mu }\to {\tilde {\nu }}_{\mu }}, {\displaystyle {\tilde {\nu }}_{\mu }\to {\tilde {\nu }}_{e}}.

## Оборудование
В эксперименте используется пучок мюонных нейтрино NuMI, создаваемый ускорителем в Fermilab, и два детектора: ближний на расстоянии 1 км от источника нейтрино и дальний на расстоянии 810 км, в штате Миннесота.
Нейтринный пучок создаётся так: протоны, ускоренные до энергии 120 ГэВ, падают на графитовую мишень; при этом, среди прочего, рождаются пионы и каоны. Они фокусируются при помощи магнитного поля специальной конфигурации, а при их распаде возникают нейтрино (антинейтрино), в основном — мюонные.
Как сообщают экспериментаторы, это самый мощный нейтринный пучок в мире на данный момент (2018 год).
Дальний детектор весом 14 000 т имеет размеры 15 х 15 х 60 м. Ближний детектор весит 300 т и имеет размеры 4 х 4 х 15 м. Устройство обоих детекторов одинаково — они состоят из поливинилхлоридных ячеек, заполненных жидким сцинтиллятором, а световые импульсы от них собираются специальным оптоволокном. Ближний детектор находится под землёй на глубине 100 м, а дальний — на поверхности.
Из-за осцилляций состав частиц, зарегистрированных дальним детектором, должен отличаться от состава первоначального пучка: мюонных нейтрино становится меньше, и появляются электронные нейтрино, которых в нём не было.

## Результаты
С февраля 2014 по февраль 2017 года эксперимент проводился с нейтринным, с февраля 2017 года по настоящее время — с антинейтринным пучком. За это время накоплена статистика, соответствующая 8.85·1020 столкновениям протонов с мишенью в первом и 6.91·1020 во втором режиме (поскольку непосредственно измерить интенсивность нейтринного пучка невозможно, её оценивают косвенно по количеству протонов в первичном пучке).
За это время (с учётом отбора событий по разнообразным критериям, подробно описанным в оригинальных статьях) в дальнем детекторе зарегистрировано:
- мюонных нейтрино:
  - в нейтринном режиме — 113 событий (в отсутствие осцилляций ожидалось 730)
  - в антинейтринном режиме — 65 событий (без осцилляций было бы 266)
- электронных нейтрино:
  - в нейтринном  режиме — 58 событий (при оценке фона 15 событий)
  - в антинейтринном режиме — 18 (при ожидании фона 5.3).

Совместный анализ данных нейтринного и антинейтринного режимов указывает на прямую иерархию масс ({\displaystyle m_{3}>m_{2}}) на уровне достоверности {\displaystyle 1.8\sigma }, наиболее вероятные значения фазы {\displaystyle \delta =0.17\pi }, угла смешивания {\displaystyle \sin ^{2}\theta _{23}=0.58} и разности масс {\displaystyle \Delta m_{23}^{2}=2.51\cdot 10^{-3}{\text{эВ}}^{2}}.